# Vla

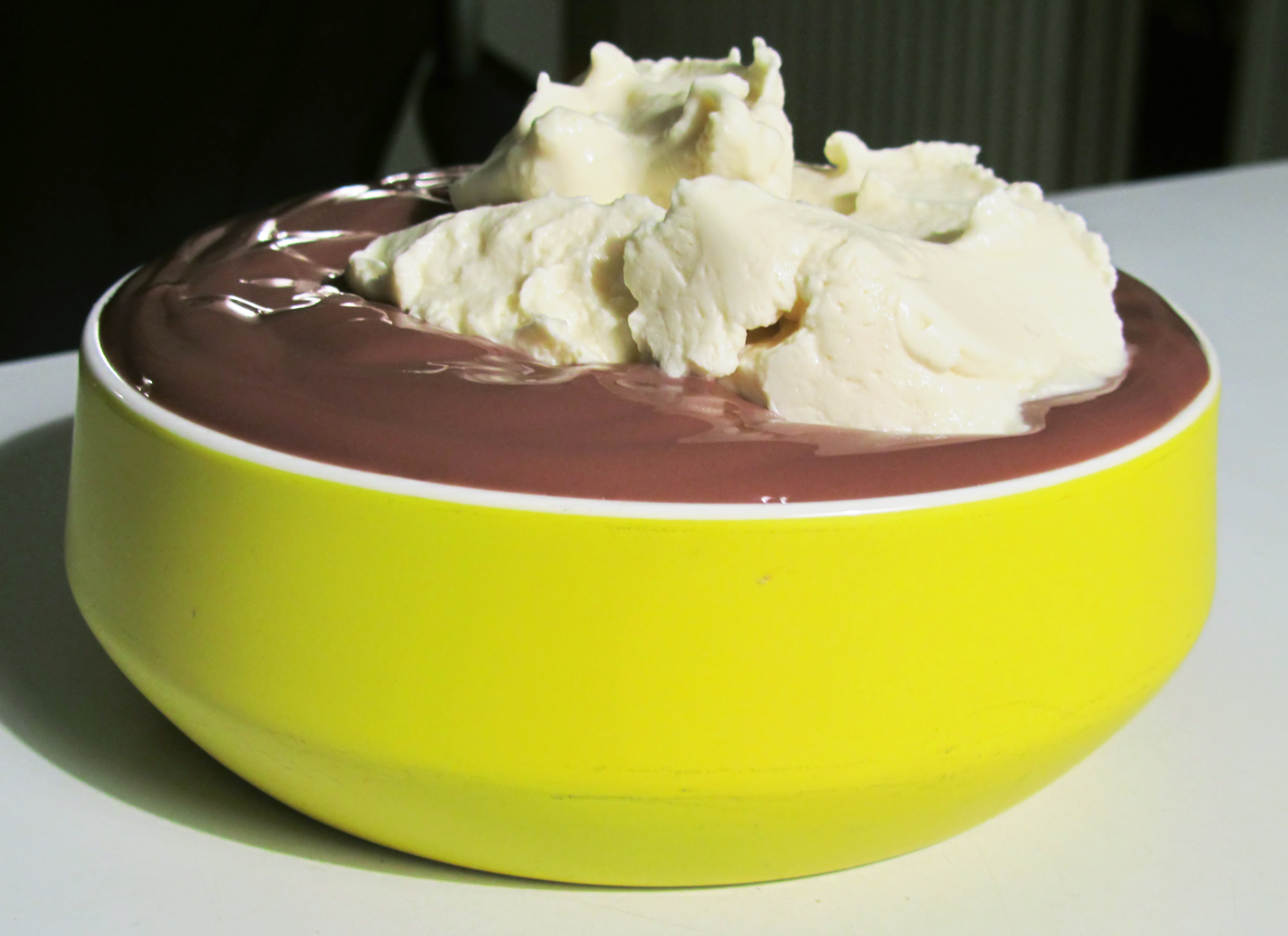
Schokoladenvla mit Schlagsahne

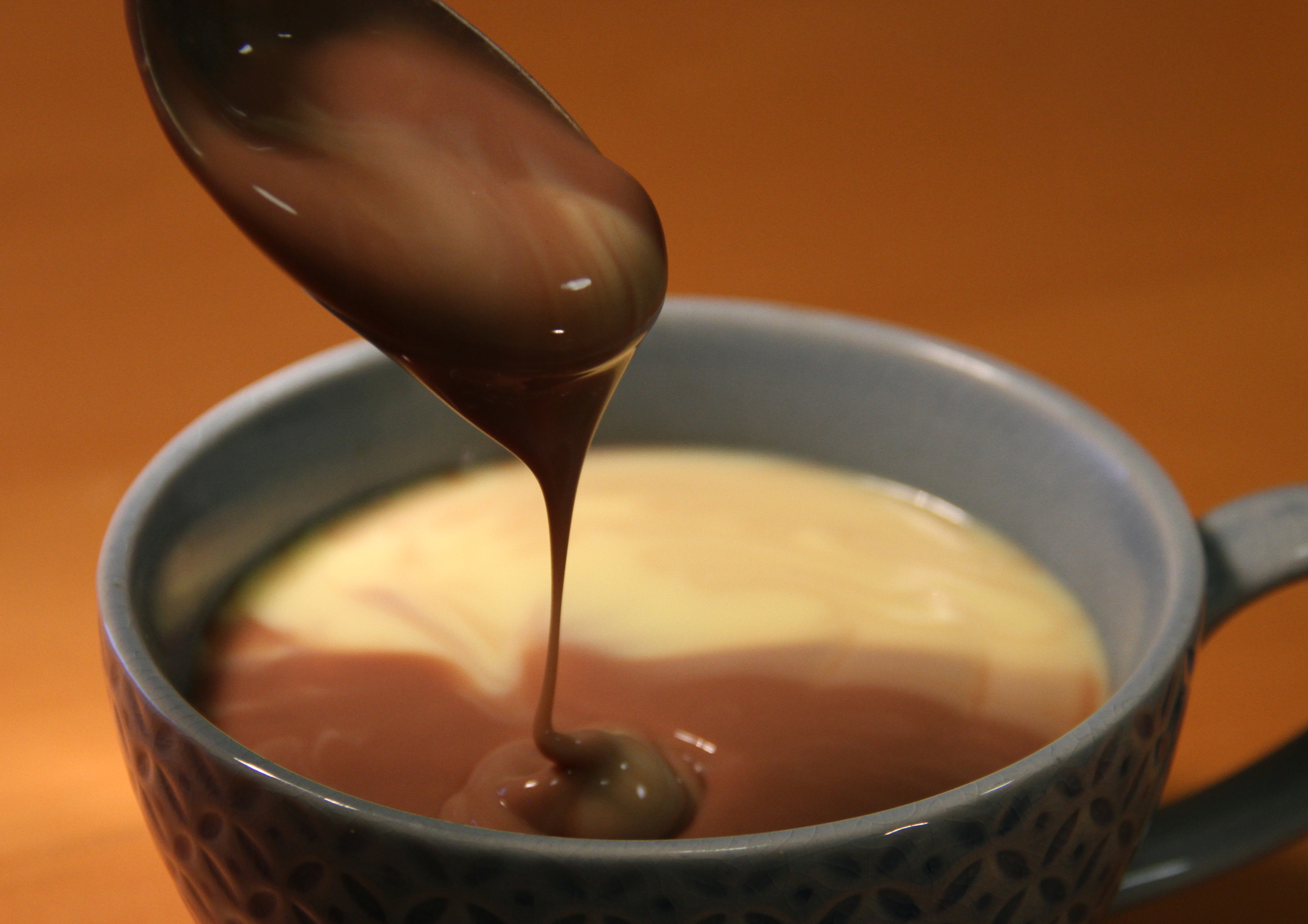
Illustration der Konsistenz

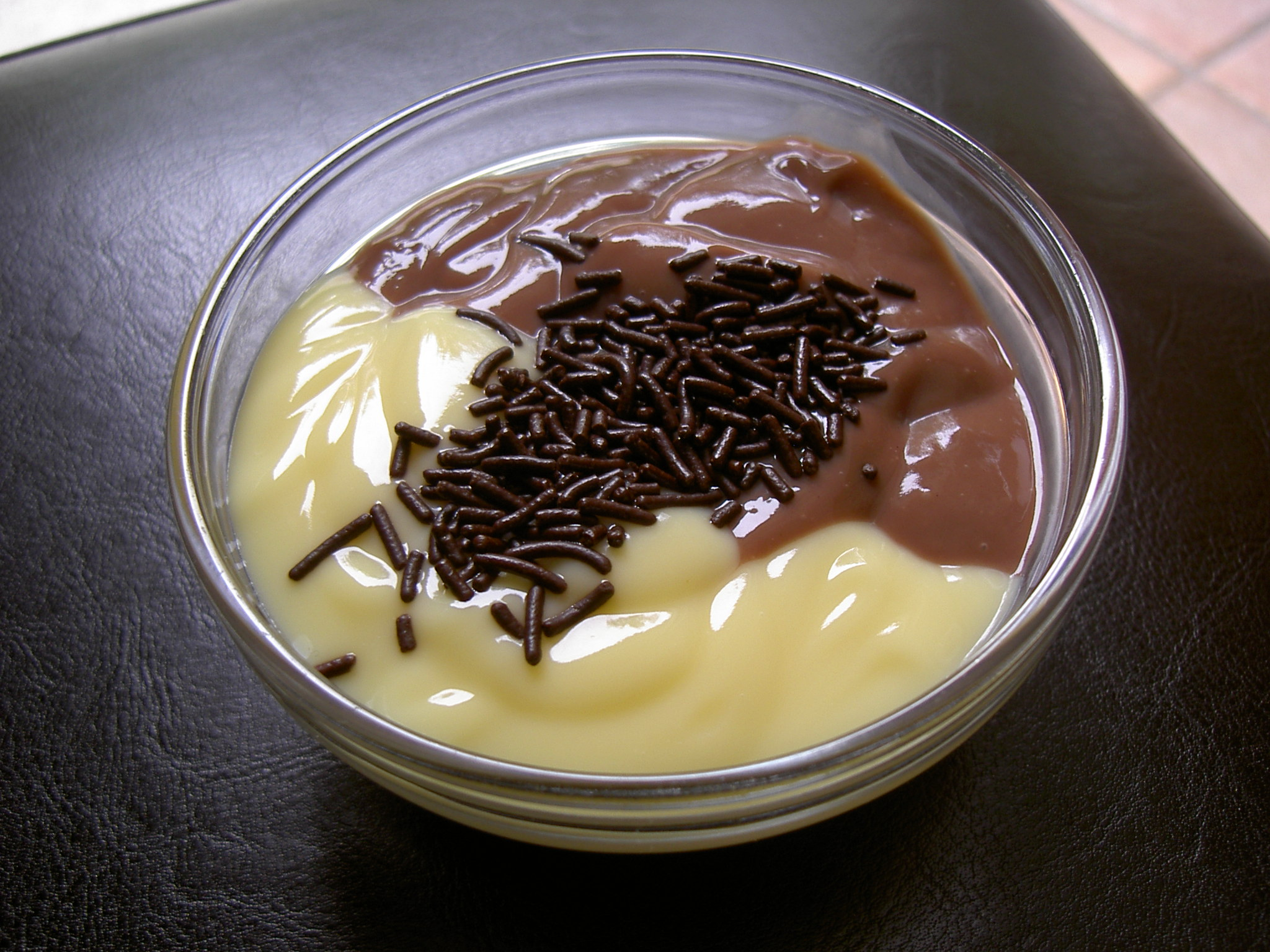
Dubbelvla (Schoko-Vanille) mit Hagelslag

Vla ist eine typische Süßspeise aus der niederländischen Küche. Es handelt sich um einen Pudding von besonders flüssiger Konsistenz. Es gibt ihn fertig zubereitet in Einwegverpackungen wie Getränkekartons oder Kunststoffbechern und auch in Mehrwegflaschen.

## Zusammensetzung und Zubereitung
Nach dem niederländischen Lebensmittelgesetz muss Stärke ein charakteristischer Bestandteil sein und die Zusammensetzung zu mindestens 50 % aus Kuhmilch bestehen. Der Milchfettgehalt muss mindestens 2,6 % betragen.
Traditionell wird Vla aus gekochter Milch mit Custard zubereitet, oder aus Eiern, Maisstärke und Vanille. Beide Varianten werden gezuckert.

## Geschmacksrichtungen
Vla ist in einer Vielzahl von Geschmacksrichtungen erhältlich. Neben traditionellen Puddingsorten wie Schokolade, Vanille, Sahne, Erdbeere und Karamell drängen zunehmend Frucht-Geschmacksrichtungen wie Zitrone, Traube oder Apfel-Zimt auf den Markt. Daneben wird der sogenannte Dubbelvla angeboten, bei dem zwei verschiedene Sorten (meist Schoko-Vanille, Erdbeer-Vanille oder Vanille-Karamell) zusammen in einer Verpackung abgefüllt werden, die beim Ausgießen schlierige Muster bilden können. Eine weitere Variante sind Vlas mit Schokokügelchen, sog. Bolletjes. Zu besonderen nationalen Ereignissen gibt es orangefarbigen Oranjevla mit Apfelsinengeschmack. Reiner Vla ohne besondere Geschmacksrichtung wird Blanke Vla oder Vla naturel genannt. Seit geraumer Zeit gibt es in den Niederlanden auch Dreifach-Vla, meist Schoko-Vanille mit Erdbeersoße und Erdbeer-Vanille mit Karamellsoße. In verschiedenen Geschmacksrichtungen gibt es inzwischen auch den Slagroomvla (Sahnevla), der dickflüssiger ist als normaler Vla.

## Kombinationen
Vor dem Essen wird dem Vla häufig etwas zugefügt, zum Beispiel Bitterkoekjes (ähnlich den italienischen Amaretti), Apfelmus, Bananen und/oder Hagelslag (Streusel). Eine verbreitete Kombination ist gelber (Vanille-)Vla mit Johannisbeeren. Ein regelrecht eigenständiges Gericht ist das sogenannte Vlaflip. Ursprünglich handelt es sich dabei um drei Zutaten, die nacheinander in ein hohes Glas gegossen werden: Roter Fruchtsirup, Joghurt und Vanillevla. Inzwischen gibt es zahlreiche Abwandlungen davon.
Vla wird üblicherweise direkt aus der Packung getrunken, traditionell indes mit einem Löffel verzehrt.

## Markenrechtliches
Für Deutschland hat die Levola Hengelo B.V. den eigentlich generischen Begriff Vla im Jahr 2004 als Marke anmelden können.